# Concílio de Trento
O Concílio de Trento, realizado de 13 de dezembro de 1545 a 4 de dezembro de 1563, foi o 19.º concílio ecumênico da Igreja Católica. Foi convocado pelo Papa Paulo III para assegurar a unidade da fé e a disciplina eclesiástica, no contexto da Reforma da Igreja Católica e da reação à divisão então vivida na Europa devido à Reforma Protestante, razão pela qual é denominado também de Concílio da Contrarreforma. O Concílio foi realizado na cidade de Trento, no antigo Principado Episcopal de Trento, região do Tirol italiano.
O Concílio de Trento, atrasado e interrompido várias vezes por divergências políticas ou religiosas, foi um conselho de uma grande reforma, uma personificação dos ideais da Contrarreforma. Mais de 300 anos se passaram até ao Conselho Ecumênico seguinte. Ao anunciar o Concílio Vaticano II, o Papa João XXIII afirmou que os preceitos do Concílio de Trento continuam nos dias modernos, uma posição que foi reafirmada pelo Papa Paulo VI.

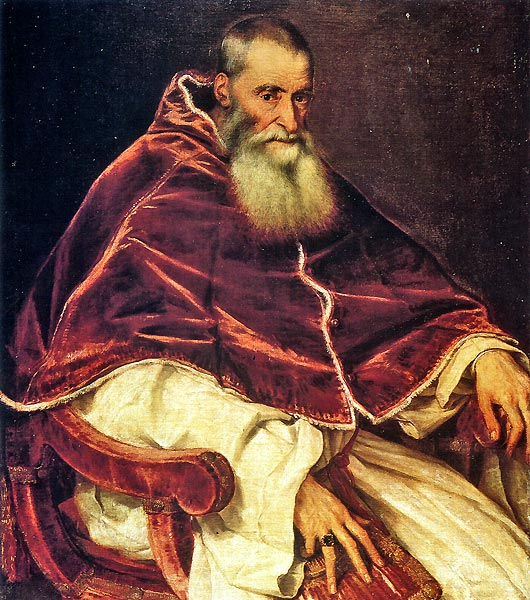
Papa Paulo III, organizador do Concílio de Trento

## História
O Concílio de Trento foi o concílio ecumênico mais longo da História da Igreja Católica. Foi também o concílio que "emitiu o maior número de decretos dogmáticos e reformas, e produziu os resultados mais benéficos", duradouros e profundos "sobre a fé e a disciplina da Igreja".
Para opor-se ao protestantismo, o concílio emitiu numerosos decretos disciplinares e especificou claramente as doutrinas católico‐romanas quanto à salvação, os sete sacramentos (como por exemplo, confirmou a presença de Cristo na Eucaristia), o Cânone de Trento (reafirmou como autêntica a Vulgata) e a Tradição, a doutrina da graça e do pecado original, a justificação, a liturgia e o valor e importância da Missa (unificou o ritual da missa de rito romano, abolindo as variações locais, instituindo a chamada "Missa Tridentina"), o celibato clerical, a hierarquia católica, o culto dos santos, das relíquias e das imagens, as indulgências e a natureza da Igreja. Regulou ainda as obrigações dos bispos.
Foram criados seminários nas dioceses como centros de formação sacerdotal e confirmou-se a superioridade do Papa sobre qualquer concílio ecuménico. Foi instituído o "Index Librorum Prohibitorum", um novo Breviário (o Breviário Romano) e um novo Catecismo (o Catecismo Romano). Foi reorganizada também a Inquisição.
Celebrou-se em três períodos:
- 1.º Período (1545-1548) — Celebraram-se 10 sessões, promulgando-se os decretos sobre a Sagrada Escritura e Tradição, o pecado original, a justificação e os sete sacramentos em geral e vários decretos de reforma disciplinar;
- 2.º Período (1551-1552) — Celebraram-se 6 sessões, continuando a promulgar-se, simultaneamente, decretos de reforma e doutrinais ainda sobre sacramentos, particularmente sobre a Eucaristia (nomeadamente sobre a questão da transubstanciação), a penitência, e a extrema-unção. A guerra entre Carlos V e os príncipes protestantes constituiu um perigo para os padres conciliares de Trento;
- 3.º Período (1562-1563) — Convocado pelo Papa Pio IV, foi presidido pelos legados cardeais Ercole Gonzaga, Seripando, Osio, Simonetta e Sittico. Estiveram ainda no concílio os cardeais Cristoforo Madruzzo, bispo de Trento e Carlos Guise. O Papa enviou os núncios Commendone e Delfino aos príncipes protestantes do império reunidos em Naumburgo, e Martinengo à Inglaterra para convidar os protestantes a virem ao concílio. Neste período realizaram-se 9 sessões, em que se promulgaram importantes decretos doutrinais, mas sobretudo decretos eficazes para a reforma da Igreja. Assinaram as suas atas 217 padres oriundos de 15 nações.[2]

Os decretos tridentinos e os diplomas emanados do concílio foram as principais fontes do direito eclesiástico durante os 4 séculos seguintes, até à promulgação do Código de Direito Canónico em 1917.

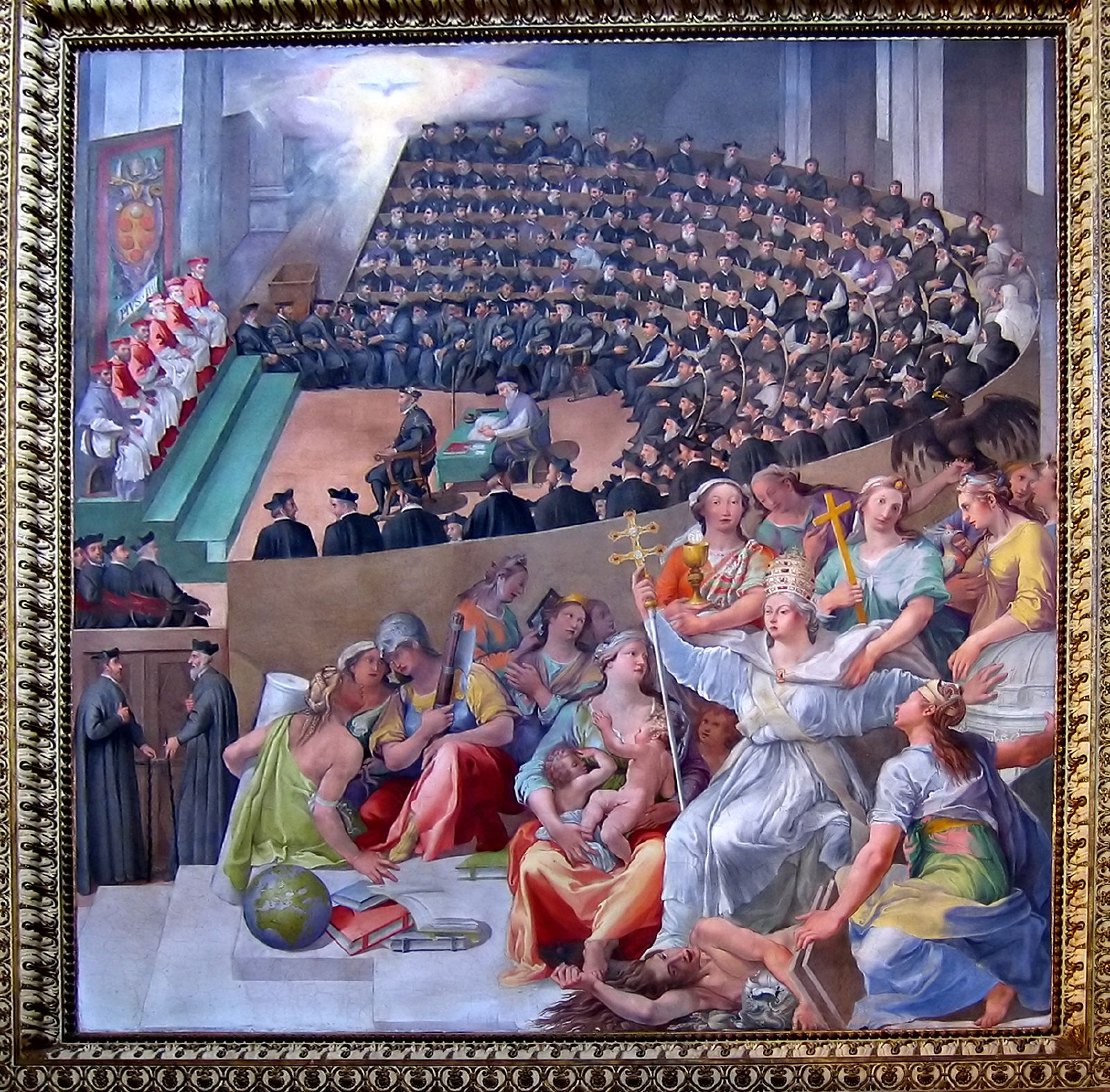
O Conselho, representado por Pasquale Cati (Cati da Iesi)

"No Concílio, nenhum consenso foi possível, este acabou apenas por reafirmar os princípios católicos, condenando o protestantismo. Entretanto, algumas medidas moralizadoras começaram a ser tomadas, como a proibição da venda de indulgências e a criação de escolas para a formação de eclesiásticos."

### Participação portuguesa
Na história de Portugal, o concílio teve grande influência, quer pela participação e apoio dos reis, quer pela influência que os seus decretos tiveram na vida eclesiástica e social do país.
No 1.º período participaram o bispo do Porto, frei Baltasar Limpo, carmelita, e os teólogos dominicanos Frei Jerónimo de Azambuja, também embaixador régio, Frei Jorge de Santiago e frei Gaspar dos Reis, e ainda o franciscano Frei Francisco da Conceição. Logo que o bispo do Porto regressou de Trento, mandou  D. João III que se reunisse com letrados para estudarem o modo de pôr em prática os decretos da reforma.
No fim do 2º período D. João III e o cardeal D. Henrique constituíram assembleias de peritos para porem em ação um grande plano de reforma, completando com os decretos do V Concílio Laterense aqueles pontos ainda não promulgados em Trento.
No 3.º período, D. Fernando Martins de Mascarenhas e o Dr. André Velho não só atuaram como hábeis embaixadores, mas também se portaram como grandes senhores. D. Frei João Soares, agostiniano, bispo de Coimbra, levou uma comitiva de umas 30 pessoas, sendo conhecido o seu teólogo António Leitão. A caminho do concílio morreu o teólogo dominicano Fr. João Pinheiro, vice-reitor da Universidade de Coimbra. Participou também neste período o  Bispo de Leiria D. Frei Gaspar do Casal, eremita de Santo Agostinho. Acérrimo executor do Concílio foi o arcebispo de Braga Frei Bartolomeu dos Mártires, promulgando-o para Braga no sínodo bracarense e adaptando-o a toda a metrópole no IV Concílio Provincial Bracarense de 1566.
A Reforma Católico‐romana foi reforçada pela criação, em 1540, da Companhia de Jesus, ordem religiosa fundada pelo espanhol Inacio de Loyola. A Companhia de Jesus transformou-se num verdadeiro "exército" em defesa da manutenção dos princípios católicos e da evangelização na Europa, na Ásia e nas Américas.

## Objetivos e resultados gerais

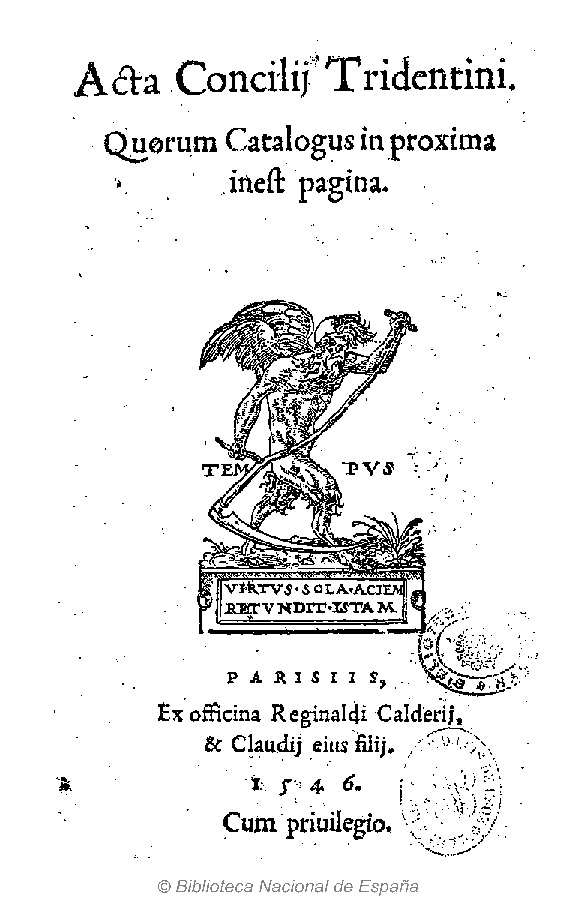
Acta Concilij Tridentini, 1546.

Os objetivos principais do conselho eram duplos, embora houvesse outras questões que também foram discutidas:
1. Condenar os princípios e doutrinas do Protestantismo e esclarecer as doutrinas da Igreja Católica em todos os pontos em disputa. Isso não era feito formalmente desde a Confutatio Augustana de 1530. É verdade que o imperador pretendia que fosse um concílio estritamente geral ou verdadeiramente ecumênico, no qual os protestantes deveriam ter uma audiência justa. Ele garantiu, durante o segundo período do concílio, 1551-1553, um convite, feito duas vezes, aos protestantes para estarem presentes e o concílio emitiu uma carta de salvo-conduto (décima terceira sessão) e lhes ofereceu o direito de discussão, mas negou-lhes um voto. Melanchthon e Johannes Brenz, com alguns outros luteranos alemães, na verdade começou em 1552 na viagem a Trento. Brenz ofereceu uma confissão e Melanchthon, que não foi além de Nuremberg, levou consigo a Confessio Saxonica. Mas a recusa em dar aos protestantes o voto e a consternação produzida pelo sucesso de Maurício em sua campanha contra Carlos V em 1552 efetivamente puseram fim à cooperação protestante.[10]
2. Para efetuar uma reforma na disciplina ou administração. Esse objetivo foi uma das causas que suscitou os concílios reformatórios e foi levemente tocado pelo Quinto Concílio de Latrão, sob o Papa Júlio II. A óbvia corrupção na administração da Igreja foi uma das numerosas causas da Reforma. Vinte e cinco sessões públicas foram realizadas, mas quase metade delas foi gasta em formalidades solenes. O trabalho principal era feito em comissões ou congregações. Toda a gestão estava nas mãos do legado papal. Os elementos liberais perderam nos debates e votações. O conselho aboliu alguns dos abusos mais notórios e introduziu ou recomendou reformas disciplinares que afetam a venda de indulgências, a moral dos conventos, a educação do clero, a não residência dos bispos (também bispos com pluralidade de benefícios , o que era bastante comum), e a fulminação descuidada de censuras e duelos proibidos. Embora os sentimentos evangélicos fossem expressos por alguns dos membros em favor da autoridade suprema das Escrituras e da justificação pela fé, nenhuma concessão foi feita ao protestantismo.[10]
3. A Igreja é o intérprete final das Escrituras.[11] Além disso, a Bíblia e a Tradição da Igreja (a tradição que compôs parte da fé católica) eram igualmente e independentemente autorizadas.
4. A relação de fé e obras na salvação foi definida, seguindo a controvérsia sobre a doutrina de Martinho Lutero da " justificação somente pela fé".
5. Outras práticas católicas que atraíram a ira dos reformadores dentro da Igreja, como indulgências, peregrinações, veneração de santos e relíquias e a veneração da Virgem Maria foram fortemente reafirmadas, embora seus abusos fossem proibidos. Decretos relativos à música sacra e arte religiosa, embora inexplicáveis, foram posteriormente ampliados por teólogos e escritores para condenar muitos tipos de estilos e iconografias renascentistas e medievais, impactando fortemente no desenvolvimento dessas formas de arte.[10]

As decisões doutrinárias do conselho estão estabelecidas nos decretos (Decreta), que são divididos em capítulos (capita), que contêm a declaração positiva dos conciliares dogmas, e em cânones curtos (Cañones), que condenam as opiniões divergentes protestantes com o concluindo anátema sit ("que ele seja anátema").

## Lista de decretos doutrinários
| Decreto                                 | Sessão | Encontro               | Cânones | Capítulos |
| --------------------------------------- | ------ | ---------------------- | ------- | --------- |
| As Sagradas Escrituras                  | 4      | 8 de abril de 1546     | Nenhum  | 1         |
| Pecado original                         | 5      | 7 de junho de 1546     | 5       | 4         |
| Justificação                            | 6      | 13 de janeiro de 1547  | 33      | 16        |
| Sacramentos                             | 7      | 3 de março de 1547     | 13      | 1         |
| Batismo                                 | 7      | 3 de março de 1547     | 14      | Nenhum    |
| Crisma                                  | 7      | 4 de março de 1547     | 3       | Nenhum    |
| Santa Eucaristia                        | 13     | 11 de outubro de 1551  | 11      | 8         |
| Penitência                              | 14     | 15 de novembro de 1551 | 15      | 15        |
| Extrema Unção                           | 14     | 4 de novembro de 1551  | 4       | 3         |
| Matrimônio                              | 24     | 11 de novembro de 1563 | 12      | 10        |
| - Cultos - Santos - Relíquias - Imagens | 25     | 4 de dezembro de 1563  | Nenhum  | 3         |
| Indulgências                            | 25     | 4 de dezembro de 1563  | Nenhum  | 1         |

## Publicação de documentos
A história completa é encontrada em Hubert Jedin 's A História do Concílio de Trento (Geschichte des Konzils von Trient) com cerca de 2 500 páginas em quatro volumes: A História do Conselho de Trent: a luta por um Conselho (Vol I de 1951); A História do Concílio de Trento: as primeiras sessões em Trento (1545–1547) (Vol. II, 1957); A História do Concílio de Trento: Sessões em Bolonha 1547–1548 e Trento 1551–1552 (Vol. III, 1970, 1998); A História do Concílio de Trento: Terceiro Período e Conclusão (Vol. IV, 1976).
Os cânones e decretos do conselho foram publicados com muita frequência e em muitas línguas. A primeira edição foi de Paulus Manutius (Roma, 1564). As edições latinas comumente usadas são de Judocus Le Plat (Antuérpia, 1779) e de Johann Friedrich von Schulte e Aemilius Ludwig Richter (Leipzig, 1853). Outras edições estão no vol. vii. do Acta et decreta conciliorum recentiorum. Collectio Lacensis (7 vols., Freiburg, 1870–90), reeditado como volume independente (1892); Concilium Tridentinum: Diariorum, actorum, epistularum,… collectio , ed. Sebastianus Merkle (4 vols., Freiburg, 1901 sqq.); bem como Mansi, Concilia , xxxv. 345 sqq. Observe também Carl Mirbt, Quellen , 2ª ed, pp. 202–255. Uma edição em inglês é de James Waterworth (Londres, 1848; With Essays on the External and Internal History of the Council).
Os atos e debates originais do conselho, preparados por seu secretário-geral, Dom Angelo Massarelli , em seis grandes volumes de fólio, estão depositados na Biblioteca do Vaticano e lá permaneceram sem publicação por mais de 300 anos e foram trazidos à luz, embora apenas em parte, de Augustin Theiner, sacerdote do oratório (falecido em 1874), em Acta genuina sancti et oecumenici Concilii Tridentini nunc primum integre edita (2 vols., Leipzig, 1874).
A maioria dos documentos oficiais e relatórios privados, no entanto, que dizem respeito ao conselho, foram divulgados no século 16 e desde então. A coleção mais completa deles é a de J. Le Plat, Monumentorum ad historicam Concilii Tridentini collectio (7 vols., Leuven, 1781-87). Novos materiais (Viena, 1872); por JJI von Döllinger (Ungedruckte Berichte und Tagebücher zur Geschichte des Concilii von Trient) (2 partes, Nördlingen, 1876); e August von Druffel, Monumenta Tridentina (Munique, 1884-97).